# ناحیه سور الغزلان
ناحیه سور الغزلان (به عربی: دائرة سور الغزلان) یک ناحیه در الجزایر است که در استان بویره واقع شده‌است.